# 유토피아 (책)
《유토피아》(Utopia)는 토머스 모어가 1516년에 출판한 소설이자 정치 철학 저작이다. 전체가 2권으로 구성되어 있으며, 제1권은 1515년에, 제2권은 1516년에 쓰여졌다. 제1권은 당시 영국 사회에 대한 비판이며, 제2권은 그것과 대비하는 의미로서 이상향인 유토피아를 그리고 있다. 모어의 《유토피아》는 절대왕정의 비판임과 동시에 봉건사회에서 자본주의사회로의 이행기에 생기는 혼란을 훌륭하게 포착한 것이라 하겠고, 자본의 본원적 축적에 관한 중요한 점을 지적한 것으로 평가된다.

## 내용
이야기는 모어가 국왕의 명령을 받아 브뤼셀로 가서 뛰어난 학자이고 모험가인 라파엘 히스로디를 만나는 데에서 시작한다. 제1권에서는 히스로디에 대해서 듣는 편의 한 사람인 피타스가 당신과 같이 학식이 높은 사람이 정치에 참여한다면 국정이 잘 되어갈 터인데 왜 참여하지 않느냐고 묻는 말에 대답하여 히스로디는 유럽 특히 영국의 정치에 비판을 가하는 형식으로 이야기가 진행된다. 그는 조용한 생활을 보내고 싶은데 군주들은 전쟁으로써 영토를 확장하려 한다고 말하며, 또 영국에서 부랑자(浮浪者)가 증대하는 원인으로 지주들이 양모(羊毛) 가격 인상에 착안하여 밭을 망가뜨려서 담을 쌓아 목장(牧場)으로 만든 결과 농민이 토지를 상실한 것(양이 사람을 물어 죽인다)과 봉건 가신단(封建家臣團)의 해체를 들고 있다. 그리하여 "재산의 사유(私有)가 인정되고 화폐가 만능의 힘을 가지고 있는 곳에서는 국가의 바른 통치와 번영은 불가능하다"고 하여 사유 재산 제도를 부정하였다.
제2권에서는 유토피아 제도와 생활이 기술되어 있다. 이 국가는 공화국이며 기본적으로는 농업 국가여서 전 시민이 교대로 농업에 종사한다(공무원으로 선정된 지식계급은 제외). 노동시간은 6시간이며 여가는 수양에 충당된다. 6시간으로써는 생산 부족을 초래한다는 반론(反論)에 대해서는 영국과 달리 여기에서는 인구의 반을 차지하는 여자나 승려들과 같은 대단히 많은 기식자(寄食者)·귀족·지주(地主) 등도 일하지 않고 놀고 먹을 수는 없는 국민 개로(皆勞)이기 때문에 생산은 오히려 남는다고 하였다.